# Red Force Football Club
O Red Force Football Club é um time de futebol sediado em Miami, Flórida, que joga na United Premier Soccer League . O clube foi fundado em 2009. É treinado por Gabriel Vega. Os gerentes de equipe são Christian Vega e Juan Vega. 
O clube foi 4 vezes campeão da Premier League da SSM. Vencedor da State Cup em 2012 e vice-campeão nas Regionais de 2013. Ganhou a Florida Open Cup 2013. 
Em 2013, a Red Force se classificou para a Lamar Hunt U.S. Open Cup de 2013, ao vencer a Florida Open Cup de 2013 . A equipe recebeu a equipe de PDL, Ocala Stampede, e perdeu por 4-2. 

## Estatísticas

### Participações
|  | Participações em 2019 |

| Competição     | Competição               | Temporadas | Melhor campanha      | Estreia | Última | P | R |
| Estados Unidos | Lamar Hunt U.S. Open Cup | 4          | Primeira Fase (2013) | 2013    | 2018   |   | – |